# Liste der Wappen in der Provinz Perugia
Liste der Wappen in der Provinz Perugia beinhaltet alle in der Wikipedia gelisteten Wappen der Provinz Perugia in der Region Umbrien (Italien). In dieser Liste werden die Wappen mit dem Gemeindelink angezeigt.

## Wappen der Provinz Perugia

Provinz Perugia
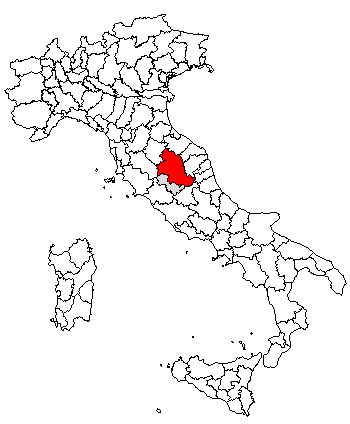
Lage in Italien

## Wappen der Gemeinden der Provinz Perugia

Assisi
Bastia Umbra
Bettona
Bevagna
Campello sul Clitunno
Cannara
Cascia
Castel Ritaldi
Castiglione del Lago
Cerreto di Spoleto
Citerna
Città della Pieve
Collazzone
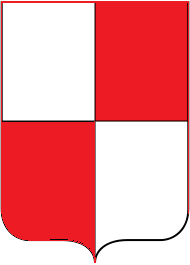
Corciano
Costacciaro
Deruta
Fossato di Vico
Fratta Todina
Giano dell’Umbria
Gualdo Cattaneo
Gualdo Tadino
Gubbio
Lisciano Niccone
Magione
Marsciano
Massa Martana
Monte Castello di Vibio
Monte Santa Maria Tiberina
Montefalco
Monteleone di Spoleto
Montone
Nocera Umbra
Norcia
Paciano
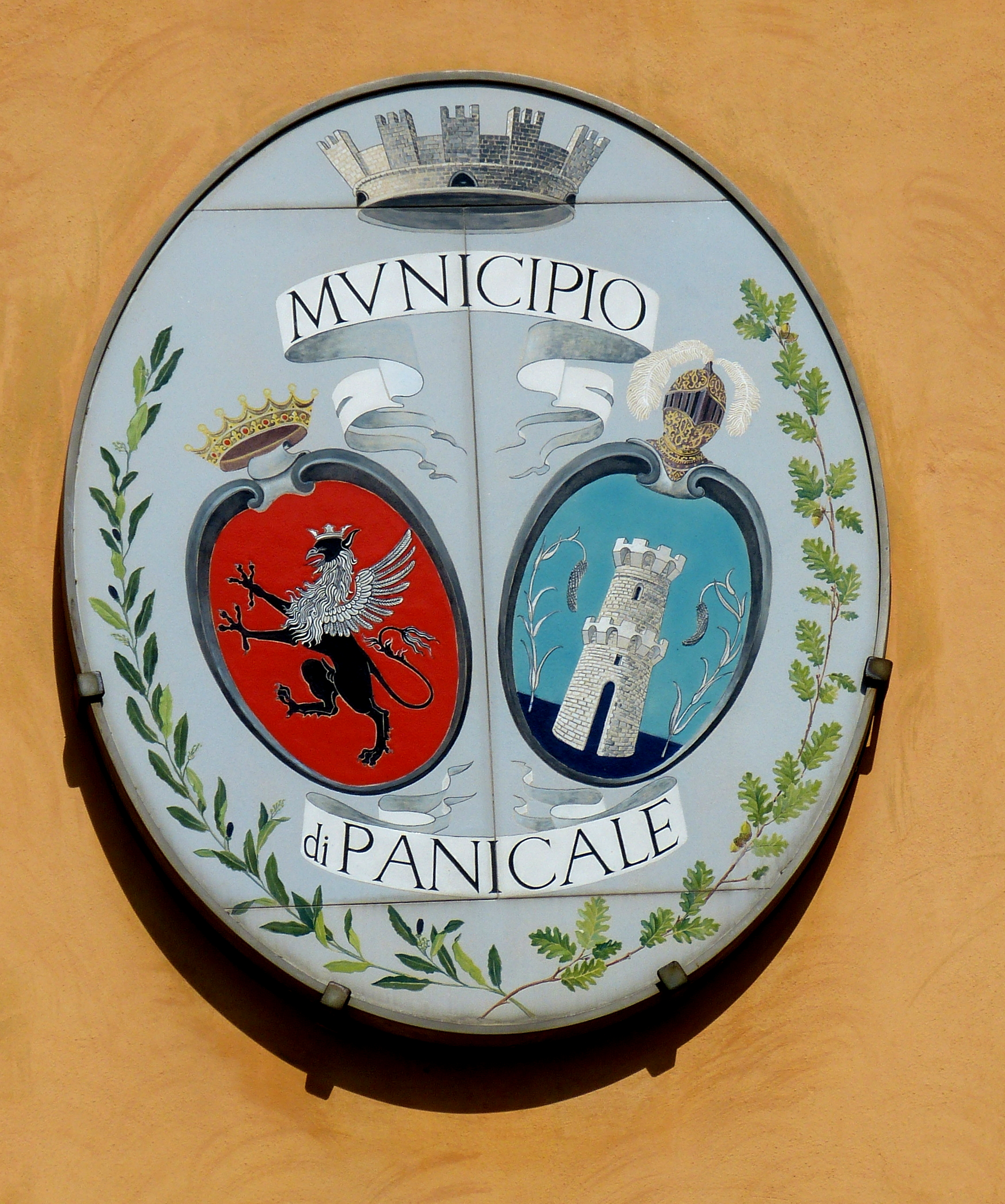
Panicale
Passignano sul Trasimeno
Perugia
Piegaro
Pietralunga
Poggiodomo
Preci
San Giustino
Sant’Anatolia di Narco
Scheggia e Pascelupo
Scheggino
Sellano
Sigillo
Spoleto
Torgiano
Trevi
Tuoro sul Trasimeno
Umbertide
Valfabbrica
Vallo di Nera
Valtopina